# Обозначения переменных звёзд
Переменные звезды имеют специальные обозначения, если они ещё не были обозначены буквой греческого алфавита, в формате обозначения Байера, в сочетании с именем созвездия в родительном падеже, в котором эта звезда находится. (см. Список созвездий и их латинское название (родительный падеж)).
В основе действующей системы именования лежат следующие принципы:
- если звезда уже имеет обозначение Байера греческой буквой, то никаких новых обозначений ей не даётся;
- в противном случае, звезда обозначается, начиная с буквы R и до Z;
- затем звёзды обозначаются, начиная с RR до RZ, затем используется обозначение от SS до SZ, затем от TT до TZ и так далее до ZZ

| RR | RS | RT | RU | RV | RW | RX | RY | RZ  |
|    | SS | ST | SU | SV | SW | SX | SY | SZ  |
|    |    | TT | TU | TV | TW | TX | TY | TZ  |
|    |    |    | UU | UV | UW | UX | UY | UZ  |
|    |    |    |    | VV | VW | VX | VY | VZ  |
|    |    |    |    |    | WW | WX | WY | WZ  |
|    |    |    |    |    |    | XX | XY | XZ  |
|    |    |    |    |    |    |    | YY | YZ  |
|    |    |    |    |    |    |    |    | ZZ; |

- затем звёзды обозначаются, начиная с АА до АZ, затем ВВ … BZ, CC … CZ и так далее до достижения QZ, опуская буквы JJ … JZ[1]

| AA | AB | AC | … | AI | AK | … | AZ  |
|    | BB | BC | … | BI | BK | … | BZ  |
|    |    |    | … |    |    |   |     |
|    |    |    |   | II | IK | … | IZ  |
|    |    |    |   |    | KK | … | KZ  |
|    |    |    | … |    |    |   |     |
|    |    |    |   |    | QQ | … | QZ; |

- начиная с 335-й звезды их называют V335, V336, и так далее;
- вторая буква никогда не может быть ближе к началу алфавита, чем первая, например, ни одна звезда не может быть обозначена ВА, СА, СВ, DА и так далее[2]

В качестве примера можно привести Дельта Цефея, R Северной Короны, YZ Кита, V603 Орла.
Большинство вновь открытых переменных звезд первоначально будут обозначены только каталожными именами, например, такими как OT J155631.0-080440 или SDSS J110014.72 + 131552.1, но затем их названия должны быть заменены именами в формате, описанном выше.

## История
В начале 19-го века были известны всего несколько переменных звезд, так что казалось разумным использовать для их обозначения буквы латинского алфавита. Поскольку ни одна звезда не имела латинского обозначения больше, чем Q, то буква R был выбрана в качестве отправной точки для того, чтобы избежать путаницы с буквенными обозначениями спектральных классов или (в настоящее время используется редко) обозначениями Байера латинскими буквами. Эта система астрономического именования была разработана Ф. В. Аргеландером. Существует широко распространенное мнение, согласно которому Аргеландер выбрал букву R из немецкого rot или французского rouge, так как оно означает красный, потому что многие переменные звезды, известные в то время, являются красными. Тем не менее, собственное заявление Аргеландера опровергает это.
Сначала всё было хорошо. К 1836 году, даже буква S использовалась лишь в одном созвездии: Змеи. Однако с появлением фотографии число переменных звёзд стало быстро расти, и имена переменных звезд вскоре попали в ловушку Байера, достигнув конца алфавита. После введения двухбуквенной системы обозначений были достигнуты аналогичные ограничения и, в конце концов, были введены номера.
Как и со всеми категориями астрономических объектов, имена присваиваются Международным астрономическим союзом (МАС). МАС поручил работу по созданию каталога переменных звёзд советским астрономам — ГАИШу и Астросовету АН СССР в Москве, Россия. Государственный астрономический институт имени П. К. Штернберга публикует Общий каталог переменных звёзд (ОКПЗ), в который периодически (примерно раз в два года) вносятся правки и публикуется новый список переменных звезд. Например, в декабре 2011 года был выпущен 80-й каталог переменных звезд, часть II, содержавший обозначения для 2 161 недавно обнаруженных переменных звезд; и они довели общее число переменных звезд в ОКПЗ до 45 678. Среди вновь наименованных объектов были V0654 Возничего, V1367 Центавра и BU Северной Короны.